# Guillaume de Sainte-Maure
Pour les articles homonymes, voir Guillaume de Sainte-Maure (homonymie).
 (mars 2012).
Si vous disposez d'ouvrages ou d'articles de référence ou si vous connaissez des sites web de qualité traitant du thème abordé ici, merci de compléter l'article en donnant les références utiles à sa vérifiabilité et en les liant à la section « Notes et références ».
Guillaume Ier de Sainte-Maure (vers 1140 – vers 1205), seigneur de Sainte-Maure en Touraine, participe à la Troisième croisade.

## Biographie

### Famille

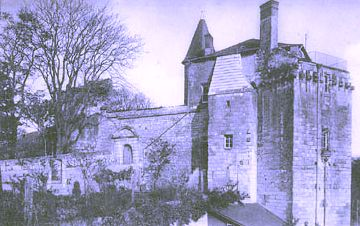
Ruines du château de Sainte-Maure.

Il est le fils aîné d'Hugues II de Sainte-Maure, chevalier dès 1116, et d'Aois, héritière du château et du fief de Montgauger. En 1116, son père succède à son grand-père, qui est mort à la bataille de Sées, en 1115. Hugues est attesté en 1136 et 1149, et nommé parmi les barons dans un titre de l'abbaye de la Trinité de Vendôme de l'an 1159. Selon ce document, Henri II d'Angleterre, comte d'Anjou et du Maine, duc de Normandie, roi d'Angleterre (1154–1189), étant à Tours en 1159, termine un différend entre ladite abbaye et celle de Saint-Julien de Tours. Il remet son château de Sainte-Maure entre les mains des fils du roi d’Angleterre révoltés.
Il épouse une femme dont l'identité est inconnue, et dont il a une fille nommée Avoye (Avoise). Celle-ci, dame de Sainte-Maure, épouse Guillaume Ier de Pressigny, qui relève le nom et les armes de la famille de sa femme (et devient donc Guillaume II de Ste-Maure) :

### Croisé (1179-1191)
Guillaume de Sainte-Maure part à la Terre sainte en 1179. Il va à Jérusalem, par voie maritime, avec Henri Ier de Champagne, comte de Champagne et de Brie, Pierre Ier de Courtenay (le frère du Louis VII de France), Philippe de Dreux, évêque de Beauvais, le comte Henri II de Grand-Pré, Geoffroy de Grand-Pré, son frère, et un groupe de chevaliers.
En Orient, Saladin cherche à isoler les Latins. Il conclut pour cela des alliances avec les Seldjoukides en 1179, avec l'Empire byzantin et Chypre en 1180. En effet, l'Empire byzantin est menacé en Europe par les Hongrois, les Serbes et les Normands de Sicile et n'a plus les capacités de soutenir ses anciens alliés. Une trêve avec les Latins est cependant conclue en 1180. Le royaume de Jérusalem menacé ne peut compter sur aucun secours extérieur. Mais, Guillaume de Sainte-Maure choisit de rester et de combattre les ennemis de sa foi. La noblesse de France aux croisades précise qu’il n’est pas le seul de sa Maison à vouloir défendre les États latins d'Orient. Herbert de Sainte-Maure et Hugues sont à ses côtés. Ils sont cités dans la charte d'Acre de 1191, comme Guillaume.
Guillaume de Sainte-Maure revient en Europe après 1191. Du fait du décès de son père, il devient baron de Sainte-Maure. Il hérite aussi de la seigneurie et du château de Montgauger, des fiefs et seigneuries de la Provostière, de Savonneau et de Bois Durant. Cette dernière seigneurie est située dans la paroisse de Sainte-Catherine-de-Fierbois. Il est seigneur en partie de Saint-Épain et d’une partie de la Manse et de Nouâtre du fait de son grand-oncle. Parmi les autres arrière-fiefs on trouve aussi La Jugeraie, La Mérandière et Vauvert.
Guillaume de Sainte-Maure vit dans son château de Sainte-Maure. Il est un bienfaiteur de l’abbaye Notre-Dame de la Merci-Dieu à La Roche-Posay. Il est mort avant 1205. On lui attribue, mais sans preuve suffisante, la fondation du chapitre du Grand Pressigny, vers l'an 1190. Il est vrai que selon Jean-Louis Chalmel, il est aussi appelé Guillaume de Sainte-Maure et Pressigny (ou plutôt son gendre homonyme), car la Maison de Sainte-Maure et celle de Pressigny se confondent depuis la fin du XIe siècle-début du XIIe siècle.

## Blason
| Blason | Blasonnement : D'argent, à la fasce de gueules Commentaires : Blason des seigneurs de Sainte-Maure |